# Aeródromo General Jesús Agustín Castro
El Aeropuerto Nacional/Aeródromo General Jesús Agustín Castro (Código OACI: MM16 - Código DGAC: LDD) o simplemente Aeropuerto de Ciudad Lerdo es un pequeño campo de aviación ubicado al sureste de Ciudad Lerdo, Durango y es operado por la alcaldía de la misma ciudad; el aeródromo fue nombrado así en honor al general de división nativo de Ciudad Lerdo Jesús Agustín Castro, quien también fue gobernador de Durango, y Oaxaca, gobernador interino de Chiapas, secretario de guerra y marina y secretario de la defensa nacional. Cuenta con una pista de aterrizaje de 2,050 metros de largo y 18 metros de ancho así como con una plataforma de aviación de 12,000 metros cuadrados, también cuenta con hangares, estacionamiento y un pequeño edificio terminal. El aeropuerto cuenta con un inmueble de alojamiento para elementos del 72 Batallón de Infantería que son los encargados de proporcionar seguridad y vigilancia para prevenir operaciones ilícitas en la zona.

## Accidentes e incidentes
- El 25 de febrero de 2012 una aeronave Cessna T210N Turbo Centurion II con matrícula N6YY que cubría un vuelo entre el Aeródromo de Ciudad Lerdo y el Aeropuerto de Torreón se estrelló con líneas eléctricas durante su aproximación a este último, incendiándose y matando al piloto.[3]

- El 19 de julio de 2019 una aeronave Piper PA-28 Cherokee con matrícula XB-PMP que había realizado un vuelo de repostaje al Aeropuerto Internacional Francisco Sarabia para después regresar al Aeropuerto de Ciudad Lerdo impactó contra el suelo sobre un bulevar aledaño a este último mientras intentaba aterrizar, el accidente se debió a un aparente fallo de motor y el piloto resultó lesionado.[4][5][6]